# Position du soleil dans le ciel

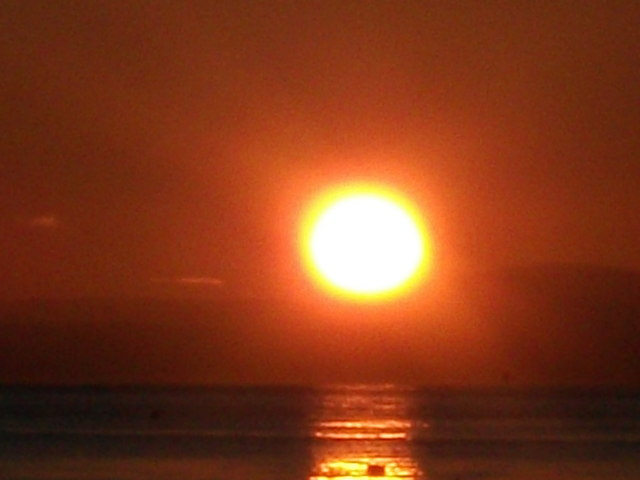
Le soleil vu de Lamlash, Ecosse le 3 janvier 2010 à, heure locale temps.

La position du soleil dans le ciel d'un observateur terrestre est fonction à la fois de la date calendaire et de l'emplacement géographique de l'observateur à la surface de la Terre. 
Pour trouver la position du soleil pour un lieu donné à un instant donné, on peut procéder en trois étapes comme suit, :
1. Calculer la position du Soleil dans le système de coordonnées écliptiques ;
2. Convertir en système de coordonnées équatoriales ;
3. Convertir au système de coordonnées horizontales, pour l'heure et l'emplacement locaux de l'observateur.

Cette position peut aussi être trouvée en deux étapes si l'on commence par calculer la position du Soleil dans le système de coordonnées équatoriales ;
Ce calcul est utile en astronomie, pour la navigation, l'arpentage, la météorologie, la climatologie, l'énergie solaire et la conception de cadrans solaires et aussi pour les astrolabes planisphérique.

## Position approximative

### Coordonnées écliptiques
Ces équations, tirées de l'Almanach astronomique,, peuvent être utilisées pour calculer les coordonnées apparentes du Soleil, l'équinoxe moyen et l'écliptique de la date, avec une précision d'environ 0° 0,01'  (soit 36 secondes d'arc), pour les dates comprises entre 1950 et 2050.
On commence par calculer n, le nombre de jours (positifs ou négatifs) depuis midi de Greenwich, heure terrestre, le 1er janvier 2000 (J2000.0). Si on connaît la date julienne pour l'heure souhaitée,
{\displaystyle n=\mathrm {DJ} -2\,451\,545,0}
la longitude moyenne du Soleil, corrigée de l'aberration de la lumière, est ce nombre de jours fois le déplacement diurne moyen, ajouté à la position du périhélie (longitude écliptique mesurée depuis le point vernal) :
{\displaystyle L=280,460^{\circ }+0,9856474^{\circ }n}
L'anomalie moyenne du Soleil (dans le référentiel terrestre, le Soleil tourne autour de la Terre), est :
{\displaystyle g=357,528^{\circ }+0,9856003^{\circ }n}
Mettre {\displaystyle L} et {\displaystyle g} dans la plage de 0° à 360° en ajoutant ou en soustrayant des multiples de 360° selon les besoins.
Enfin, la longitude écliptique du Soleil est :
{\displaystyle \lambda =L+1,915^{\circ }\sin g+0,020^{\circ }\sin 2g}
La latitude écliptique du Soleil est nulle, puisqu'il est dans l'écliptique.
et la distance du Soleil à la Terre, en unités astronomiques, est :
{\displaystyle R=1,00014-0,01671\cos g-0,00014\cos 2g}.

### Coordonnées équatoriales
{\displaystyle \lambda }, {\displaystyle \beta } et {\displaystyle R} caractérisent complètement la position du Soleil dans le système de coordonnées écliptiques. Ils peuvent être convertis dans le système de coordonnées équatoriales en calculant :
- l'obliquité de l'écliptique, {\displaystyle \epsilon } ;
- l'ascension droite {\displaystyle \alpha =\arctan(\cos \epsilon \tan \lambda )}, où {\displaystyle \alpha } est dans le même quadrant que {\displaystyle \lambda }. Pour obtenir l'ascension droite dans le bon quadrant , on utilise la fonction arc tangente à double argument (atan2(y,x) dans de nombreux langages informatiques) : {\displaystyle \alpha =\arctan 2(\cos \epsilon \sin \lambda ,\cos \lambda )} ;
- et la déclinaison, {\displaystyle \delta =\arcsin(\sin \epsilon \sin \lambda )}.

### Obliquité de l'écliptique
L'Union astronomique internationale préconise d'utiliser, pour le calcul de l'obliquité ({\displaystyle \epsilon }) la formule suivante :
{\displaystyle \epsilon =23^{\circ }26^{'}21''-468''150\cdot \tau -0''059\cdot \tau ^{2}+1''813\cdot \tau ^{3}}
- avec le temps ({\displaystyle \tau }) compté en milliers d'années juliennes à partir de J2000.0, soit : {\displaystyle \tau ={\dfrac {(DJ-2451545)}{365250}}}

Elle peut être approximée par :
{\displaystyle \epsilon =23,439^{\circ }-0,0000004^{\circ }n}
à utiliser avec les équations ci-dessus.

## Déclinaison du Soleil

La trajectoire du soleil sur la sphère céleste au cours de la journée pour un observateur à 56° de latitude nord. La trajectoire du soleil change avec sa déclinaison au cours de l'année. Les intersections des lignes avec l'axe horizontal montrent des azimuts en degrés par rapport au nord où le soleil se lève et se couche aux solstices d'été et d'hiver.

### Aperçu
Le soleil semble se déplacer vers le nord ( ???) pendant le printemps nordique, en contact avec l'équateur céleste lors de l'équinoxe de mars. Sa déclinaison atteint un maximum égal à l'angle d'inclinaison axiale de la Terre (23,436°), au solstice de juin, puis diminue jusqu'à atteindre son minimum (−23,436°) au solstice de décembre, lorsque sa valeur est le négatif de l'inclinaison axiale. Cette variation produit les saisons.
Un graphique linéaire de la déclinaison du soleil au cours d'une année ressemble à une onde sinusoïdale d'une amplitude de 23,436°, mais un lobe de la vague est plusieurs jours plus long que l'autre, entre autres différences.
Les phénomènes suivants se produiraient si la Terre était une sphère parfaite, dans une orbite circulaire autour du Soleil, et si son axe était incliné à 90°, de sorte que l'axe lui-même est sur le plan orbital (similaire à Uranus). À une date de l'année, le soleil serait directement au-dessus du pôle Nord, donc sa déclinaison serait de +90°. Au cours des prochains mois, le point subsolaire se déplacerait vers le pôle Sud à vitesse constante, traversant les cercles de latitude à un rythme constant, de sorte que la déclinaison solaire diminuerait linéairement avec le temps. Finalement, le soleil serait directement au-dessus du pôle Sud, avec une déclinaison de –90° ; alors il commencerait à se déplacer vers le nord à une vitesse constante. Ainsi, le graphique de la déclinaison solaire, vu de cette Terre très inclinée, ressemblerait à une onde triangulaire plutôt qu'à une onde sinusoïdale, zigzaguant entre plus et moins 90°, avec des segments linéaires entre les maxima et les minima.
Si l'inclinaison axiale à 90° est diminuée, les valeurs absolues maximale et minimale de la déclinaison diminueraient, pour égaler l'inclinaison axiale. De plus, les formes des maxima et des minima sur le graphique deviendraient moins aiguës (« pointues »), étant incurvées pour ressembler aux maxima et aux minima d'une onde sinusoïdale. Cependant, même lorsque l'inclinaison axiale est égale à celle de la Terre réelle, les maxima et les minima restent plus aigus que ceux d'une onde sinusoïdale.
En réalité, l'orbite de la Terre est elliptique. La Terre se déplace plus rapidement autour du Soleil près du périhélie, début janvier, que près de l'aphélie, début juillet. Cela accélère les processus comme la variation de la déclinaison solaire en janvier qu'en juillet. Sur le graphique, cela rend les minima plus aigus que les maxima. De plus, comme le périhélie et l'aphélie ne se produisent pas aux dates exactes comme les solstices, les maxima et les minima sont légèrement asymétriques. Les taux de variation avant et après ne sont pas tout à fait égaux.
Le graphique de la déclinaison solaire apparente est donc différent à plusieurs égards d'une onde sinusoïdale. Le calculer avec précision implique une certaine complexité, comme indiqué ci-dessous.

### Calculs

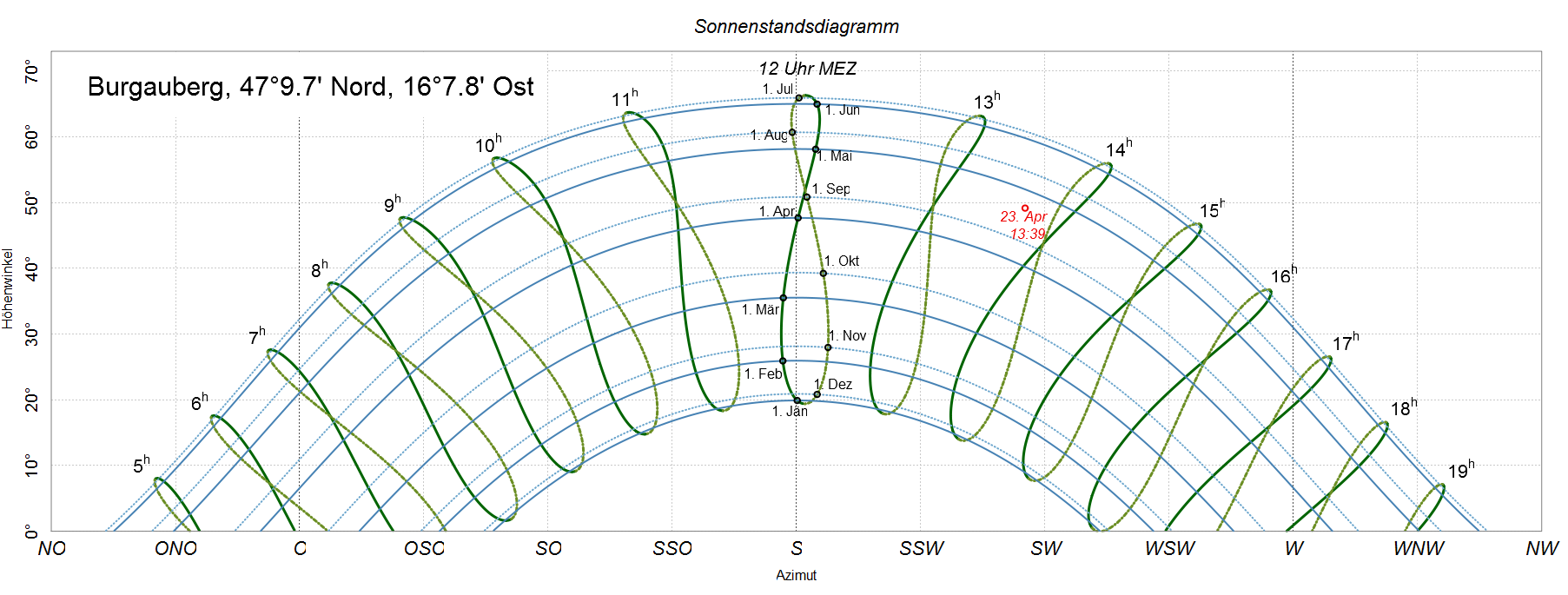
Diagramme de la position du soleil dans le ciel.

La déclinaison du Soleil, δ ☉, est l'angle entre l'écliptique (qui correspond au plan de l'orbite que la Terre parcourt en une année autour du Soleil) et le plan de l'équateur terrestre. Elle est  aussi appelée déclinaison de l'écliptique.
L'inclinaison axiale de la Terre (appelée obliquité de l'écliptique par les astronomes) est l'angle entre l'axe de rotation de la Terre et l'écliptique moyen (d'un point du tropique du Cancer à un point du tropique du Capricorne situé à l'opposé). L'inclinaison axiale de la Terre change lentement au cours des milliers d'années, mais sa valeur actuelle d'environ ε = 23° 26' est presque constante, de sorte que le changement de déclinaison solaire au cours d'une année est presque le même que l'année suivante.
Au solstice, d'été nord δ ☉ = + 23° 26', au solstice d'été austral δ ☉ = −23° 26'. La latitude des deux tropiques correspond à cet angle : Ce sont les deux latitudes les plus éloignées de l'équateur pour lesquelles le soleil passe au zenith : le tropique du Cancer dans l'hémisphère nord qui voit le 21 juin le soleil à la hauteur de 90° et le tropique du Capricorne dans  l'hémisphère sud qui voit le 21 décembre notre étoile à cette  même hauteur.
Au moment de chaque équinoxe, le centre du soleil passe par l'équateur céleste, et δ☉ vaut 0°.
La déclinaison du soleil à un moment donné est calculée par :
{\displaystyle \delta _{\odot }=\arcsin \left[\sin \left(-23,436^{\circ }\right)\cdot \sin \left(LE\right)\right]}
où LE est la longitude écliptique (essentiellement, la position de la Terre sur son orbite). Étant donné que l'excentricité orbitale de la Terre est petite, son orbite peut être approchée comme un cercle qui provoque jusqu'à 1° d'erreur. L'approximation du cercle signifie que LE serait à 90° aux équinoxes, de sorte que sin (LE) peut s'écrire sin (90 + NDS) = cos (NDS) où NDS est le nombre de jours après le solstice de décembre. En utilisant également l'approximation selon laquelle arcsin [sin (d) • cos (NDS)] est proche de d • cos (NDS), la formule fréquemment utilisée suivante est obtenue :
{\displaystyle \delta _{\odot }=-23,436^{\circ }\cdot \cos \left[{\frac {360^{\circ }}{365}}\cdot \left(N+10\right)\right]}
où N est le jour de l'année commençant par N = 0 à minuit, heure universelle (UT) au début du 1er janvier (c'est-à-dire la partie jours de la date ordinale -1). Le nombre 10, en (N + 10), est le nombre approximatif de jours après le solstice de décembre jusqu'au 1er janvier. Cette équation surestime la déclinaison proche de l'équinoxe de septembre jusqu'à + 1,5°. L'approximation de la fonction sinusoïdale conduit en soi à une erreur allant jusqu'à 0,26° et a été déconseillée pour une utilisation dans les applications d'énergie solaire. La formule de Spencer de 1971 (basée sur une série de Fourier) est également déconseillée pour avoir une erreur allant jusqu'à 0,28°. Une erreur supplémentaire allant jusqu'à 0,5° peut se produire dans toutes les équations autour des équinoxes si on n'utilise pas de décimale lorsqu'on sélectionne N pour ajuster le temps après UT minuit pour le début de la journée. Ainsi, l'équation ci-dessus peut avoir jusqu'à 2,0° d'erreur, environ quatre fois la largeur angulaire du soleil, selon la façon dont elle est utilisée.
La déclinaison peut être calculée avec plus de précision en ne faisant pas les deux approximations, en utilisant les paramètres de l'orbite de la Terre pour faire une estimation plus précise  d'EL :
{\displaystyle \delta _{\odot }=\arcsin \left[\sin \left(-23,436^{\circ }\right)\cdot \cos \left({\frac {360^{\circ }}{365,24}}\left(N+10\right)+{\frac {360^{\circ }}{\pi }}\cdot 0,0167\sin \left({\frac {360^{\circ }}{365,24}}\left(N-2\right)\right)\right)\right]}
qui peut être simplifié en évaluant les constantes pour :
{\displaystyle \delta _{\odot }=-\arcsin \left[0,39779\cos \left(0,98565^{\circ }\left(N+10\right)+1,914^{\circ }\sin \left(0,98565^{\circ }\left(N-2\right)\right)\right)\right]}
N est le nombre de jours depuis minuit (temps universel) au début du 1er janvier (c'est-à-dire la partie jours de la date ordinale -1) et peut inclure des décimales pour s'adapter aux heures locales plus tard ou plus tôt dans la journée. Le nombre 2, en (N-2), est le nombre approximatif de jours depuis le 1er janvier jusqu'au périhélie de la Terre. Le nombre 0,0167 est la valeur actuelle de l'excentricité de l'orbite terrestre. L'excentricité varie très lentement dans le temps, mais pour des dates assez proches du présent, elle peut être considérée comme constante. Les plus grandes erreurs dans cette équation sont inférieures à ±0,2°, mais inférieures à ±0,03° pour une année donnée si le nombre 10 est ajusté à la hausse ou à la baisse en jours fractionnaires, comme déterminé par la distance du solstice de décembre de l'année précédente avant ou après midi le 22 décembre. Ces précisions sont comparées aux calculs avancés de la NOAA, qui sont basés sur l'algorithme Jean Meeus de 1999 qui est précis à 0,01° près.
(La formule ci-dessus est liée à un calcul raisonnablement simple et précis de l'équation du temps, qui est décrit ici.)
Des algorithmes plus complexes, corrigent les modifications de la longitude écliptique en utilisant des termes en plus de la correction d'excentricité de premier ordre ci-dessus. Ils corrigent également l'obliquité de 23,436° qui change très légèrement avec le temps. Les corrections peuvent également inclure les effets de la lune en décalant la position de la Terre par rapport au centre de l'orbite de la paire autour du Soleil. Après avoir obtenu la déclinaison par rapport au centre de la Terre, une autre correction de parallaxe est appliquée, qui dépend de la distance de l'observateur par rapport au centre de la Terre. Cette correction est inférieure à 0,0025°. L'erreur dans le calcul de la position du centre du soleil peut être inférieure à 0,00015°. À titre de comparaison, la largeur du soleil est d'environ 0,5°.
Tous les calculs ci-dessus mettent en évidence que la précision sur la position du soleil est directement reliée à la complexité du modèle retenu : Une précision moindre est obtenue par un modèle simple et des calculs simples.
Pour finir il faut noter que l'IMCCE, dont c'est la mission depuis 1679, met gratuitement à la disposition de tout un chacun, des éphémérides, dont la position du soleil, donnant par ex. la déclinaison du soleil au millième de seconde d'arc. Un logiciel de calculs d'éphémérides y est téléchargeable gratuitement pour plusieurs plateformes matérielles. 

### Réfraction atmosphérique
Les calculs de déclinaison décrits ci-dessus n'incluent pas les effets de la réfraction de la lumière dans l'atmosphère, ce qui fait que l'angle d'élévation apparent du soleil vu par un observateur est plus élevé que l'angle d'élévation réel, en particulier à faible élévation du soleil. Par exemple, lorsque le soleil est à une altitude de 10°, il semble être à 10,1°. La déclinaison du soleil peut être utilisée, avec son ascension droite, pour calculer son azimut et aussi sa véritable élévation, qui peut ensuite être corrigée pour la réfraction pour donner sa position apparente,.